# Namissiguima (Sanmatenga)
Pour les articles homonymes, voir Namissiguima.
Ne doit pas être confondu avec Namissiguima (Yatenga).
Namissiguima est une commune rurale et le chef-lieu du département de Namissiguima situé dans la province du Sanmatenga de la région Centre-Nord au Burkina Faso. 

## Géographie
Situé dans le nord-ouest de la province, Namissiguima se trouve à 35 km au nord-ouest de Barsalogho, à 35 km au nord-est de Kongoussi et à environ 75 km au nord-ouest de Kaya, la capitale régionale. Le village est isolé et difficilement accessible en l'absence de route de qualité ; seules des pistes de latérite y mènent, la route nationale 15 – reliant Kongoussi à Kaya – étant située à plus de 30 km au sud.

## Histoire
Depuis 2015, le nord de la région Centre-Nord est soumis à des attaques djihadistes terroristes récurrentes entrainant des conflits entre les communautés Peulh et Mossi, une grande insécurité dans les villages du département et des déplacements internes de populations vers les camps du sud de la province à Barsalogho et Kaya,.

## Éducation et santé
Namissiguima accueille le seul centre de santé et de promotion sociale (CSPS) du département tandis que le centre médical avec antenne chirurgicale (CMA) de la province se trouve à Barsalogho et que le centre hospitalier régional (CHR) est à Kaya.
Namissiguima possède deux écoles primaires.